# 芬兰冰球联赛
芬兰冰球联赛（芬蘭語：Jääkiekon SM-liiga，市场营销中使用的名称为），为芬兰顶级冰球联赛，成立于1975年以取代原先的业余冰球联赛。联赛并不直接接受芬兰冰球协会的管理，但与其有合作协定。